# Stazione di Kurobe
La stazione di Kurobe (黒部駅?, Kurobe-eki) è una stazione ferroviaria della città di Kurobe, nella prefettura di Toyama in Giappone. La stazione è gestita dalla JR West e serve la linea principale Hokuriku.

## Linee
JR West
■ Linea principale Hokuriku

## Struttura
La stazione è costituita da un marciapiede laterale e uno a isola con tre binari passanti, di cui il due è utilizzato per i treni in entrambe le direzioni, prevalentemente come binario di attesa per le precedenze. Le banchine sono collegate al fabbricato viaggiatori da un sovrappassaggio, e sono presenti servizi igienici, biglietteria automatica e presenziata, e una sala d'attesa.
| 1-2 | ■ Linea principale Hokuriku | per Itoigawa e Naoetsu |
| 2-3 | ■ Linea principale Hokuriku | per Toyama e Kanazawa  |

## Stazioni adiacenti
| 《                        | Servizio                  | 》                        |
| Linea principale Hokuriku | Linea principale Hokuriku | Linea principale Hokuriku |
| ------------------------- | ------------------------- | ------------------------- |
| Uozu                      | -                         | Ikuji                     |